# بيتر هاين نيلسن
بيتر هاين نيلسن (بالدنماركية: Peter Heine Nielsen)‏ هو لاعب شطرنج دنماركي، ولد في 24 مايو 1973 في هولستيبرو في الدنمارك.

## وصلات خارجية
- بيتر هاين نيلسن على موقع الاتحاد الدولي للشطرنج (الإنجليزية)
- بيتر هاين نيلسن على موقع مباريات الشطرنج (الإنجليزية)
- بيتر هاين نيلسن على موقع 365Chess.com (الإنجليزية)
- بيتر هاين نيلسن على موقع Chesstempo.com (الإنجليزية)
- بيتر هاين نيلسن على موقع اتحاد المراسلات الدولية للشطرنج (الإنجليزية)
- بيتر هاين نيلسن سجل أولمبياد الشطرنج على موقع OlimpBase.org (الإنجليزية)